# Acantholimnophila maorica
Acantholimnophila maorica är en tvåvingeart som först beskrevs av Alexander 1922.  Acantholimnophila maorica ingår i släktet Acantholimnophila och familjen småharkrankar. Inga underarter finns listade i Catalogue of Life.